# Coppa del Mondo di salto con gli sci 1983
La Coppa del Mondo di salto con gli sci 1983, quarta edizione della manifestazione organizzata dalla Federazione Internazionale Sci, ebbe inizio il 18 dicembre 1981 a Cortina d'Ampezzo, in Italia, e si concluse il 27 marzo 1983 a Planica, in Jugoslavia. Furono disputate le 25 gare previste, tutte maschili, in 17 differenti località: 7 su trampolino normale, 15 su trampolino lungo e 3 su trampolino per il volo. Nel corso della stagione si tennero a Harrachov i Campionati mondiali di volo con gli sci 1983, non validi ai fini della Coppa del Mondo, il cui calendario contemplò dunque un'interruzione nella parte centrale del mese di marzo.
Il finlandese Matti Nykänen si aggiudicò sia la coppa di cristallo, il trofeo assegnato al vincitore della classifica generale, sia il Torneo dei quattro trampolini, le cui prove furono ritenute valide anche ai fini della classifica di Coppa. Non vennero stilate classifiche di specialità; Armin Kogler era il detentore uscente della Coppa generale, Manfred Deckert del Torneo.

## Risultati
| Data                          | Località               | Nazione        | Trampolino                | Spec. | Primo          | Secondo                 | Terzo             |
| ----------------------------- | ---------------------- | -------------- | ------------------------- | ----- | -------------- | ----------------------- | ----------------- |
| 18 dicembre 1982              | Cortina d'Ampezzo      | Italia         | Italia K92                | NH    | Matti Nykänen  | Olav Hansson            | Per Bergerud      |
| Torneo dei quattro trampolini |                        |                |                           |       |                |                         |                   |
| 30 dicembre 1982              | Oberstdorf             | Germania Ovest | Schattenberg K115         | LH    | Horst Bulau    | Matti Nykänen           | Armin Kogler      |
| 1º gennaio 1983               | Garmisch-Partenkirchen | Germania Ovest | Große Olympiaschanze K107 | LH    | Armin Kogler   | Steinar Bråten          | Jens Weißflog     |
| 4 gennaio 1983                | Innsbruck              | Austria        | Bergisel K106             | LH    | Matti Nykänen  | Jens Weißflog           | Horst Bulau       |
| 6 gennaio 1983                | Bischofshofen          | Austria        | Paul Ausserleitner K111   | LH    | Jens Weißflog  | Olav Hansson            | Richard Schallert |
| 8 gennaio 1983                | Harrachov              | Cecoslovacchia | Čerťák K120               | LH    | Holger Freitag | Markku Pusenius         | Klaus Ostwald     |
| 9 gennaio 1983                | Harrachov              | Cecoslovacchia | Čerťák K120               | LH    | Pavel Ploc     | Klaus Ostwald           | Markku Pusenius   |
| 15 gennaio 1983               | Lake Placid            | Stati Uniti    | MacKenzie Intervale K114  | LH    | Matti Nykänen  | Armin Kogler            | Jeff Hastings     |
| 16 gennaio 1983               | Lake Placid            | Stati Uniti    | MacKenzie Intervale K114  | LH    | Matti Nykänen  | Armin Kogler            | Steinar Bråten    |
| 22 gennaio 1983               | Thunder Bay            | Canada         | Big Thunder K89           | NH    | Horst Bulau    | Olav Hansson            | Pentti Kokkonen   |
| 23 gennaio 1983               | Thunder Bay            | Canada         | Big Thunder K120          | LH    | Matti Nykänen  | Horst Bulau             | Olav Hansson      |
| 26 gennaio 1983               | Sankt Moritz           | Svizzera       | Olympiaschanze K94        | NH    | Horst Bulau    | Per Bergerud            | Pentti Kokkonen   |
| 28 gennaio 1983               | Gstaad                 | Svizzera       | Mattenschanze K88         | NH    | Horst Bulau    | Roger Ruud              | Ernst Vettori     |
| 30 gennaio 1983               | Engelberg              | Svizzera       | Gross-Titlis-Schanze K116 | NH    | Per Bergerud   | Jeff Hastings           | Stefan Stannarius |
| 18 febbraio 1983              | Vikersund              | Norvegia       | Vikersundbakken K155      | FH    | Matti Nykänen  | Pavel Ploc Hans Wallner |                   |
| 19 febbraio 1983              | Vikersund              | Norvegia       | Vikersundbakken K155      | FH    | Matti Nykänen  | Horst Bulau             | Tuomo Ylipulli    |
| 20 febbraio 1983              | Vikersund              | Norvegia       | Vikersundbakken K155      | FH    | Matti Nykänen  | Olav Hansson            | Pavel Ploc        |
| 25 febbraio 1983              | Falun                  | Svezia         | Lugnet K88                | NH    | Horst Bulau    | Matti Nykänen           | Olav Hansson      |
| 27 febbraio 1983              | Falun                  | Svezia         | Lugnet K112               | LH    | Matti Nykänen  | Armin Kogler            | Ole Bremseth      |
| 4 marzo 1983                  | Lahti                  | Finlandia      | Salpausselkä K88          | NH    | Horst Bulau    | Armin Kogler            | Pentti Kokkonen   |
| 6 marzo 1983                  | Lahti                  | Finlandia      | Salpausselkä K113         | LH    | Horst Bulau    | Armin Kogler            | Matti Nykänen     |
| 11 marzo 1983                 | Bærum                  | Norvegia       | Skui K110                 | LH    | Armin Kogler   | Olav Hansson            | Horst Bulau       |
| 13 marzo 1983                 | Oslo                   | Norvegia       | Holmenkollen K105         | LH    | Steinar Bråten | Horst Bulau             | Armin Kogler      |
| 26 marzo 1983                 | Planica                | Jugoslavia     | Srednija K92              | NH    | Matti Nykänen  | Primož Ulaga            | Olav Hansson      |
| 26 marzo 1983                 | Planica                | Jugoslavia     | Bloudkova velikanka K122  | LH    | Primož Ulaga   | Horst Bulau             | Richard Schallert |

Legenda:

NH = trampolino normale

LH = trampolino lungo

FH = volo con gli sci

## Classifiche

### Generale
| Pos. | Nome            | Nazione        | Punti |
| ---- | --------------- | -------------- | ----- |
| 1    | Matti Nykänen   | Finlandia      | 277   |
| 2    | Horst Bulau     | Canada         | 260   |
| 3    | Armin Kogler    | Austria        | 211   |
| 4    | Olav Hansson    | Norvegia       | 186   |
| 5    | Per Bergerud    | Norvegia       | 137   |
| 6    | Steinar Bråten  | Norvegia       | 126   |
| 7    | Pentti Kokkonen | Finlandia      | 115   |
| 8    | Ole Bremseth    | Norvegia       | 99    |
| 9    | Jari Puikkonen  | Finlandia      | 97    |
| 10   | Jeff Hastings   | Stati Uniti    | 93    |
|      | Pavel Ploc      | Cecoslovacchia | 93    |

### Torneo dei quattro trampolini
| Pos. | Nome           | Nazione      | Punti |
| ---- | -------------- | ------------ | ----- |
| 1    | Matti Nykänen  | Finlandia    | 990   |
| 2    | Jens Weißflog  | Germania Est | 972   |
| 3    | Horst Bulau    | Canada       | 961   |
| 4    | Per Bergerud   | Norvegia     | 960   |
| 5    | Steinar Bråten | Norvegia     | 955   |

### Nazioni
| Pos. | Nazione      | Punti |
| ---- | ------------ | ----- |
| 1    | Norvegia     | 859   |
| 2    | Finlandia    | 696   |
| 3    | Austria      | 581   |
| 4    | Canada       | 387   |
| 5    | Germania Est | 267   |